# Aurelia (cratère)
Pour les articles homonymes, voir Aurelia.
Aurelia est un cratère de 31,1 km de diamètre situé sur Vénus, à la latitude 20,3 Sud et longitude 331,8 Est. Il a été nommé en l'honneur de la mère de Jules César, Aurelia.